# 亜庭じゅん
亜庭 じゅん（あにわ じゅん、1950年8月31日 - 2011年1月21日、男性）は日本の漫画評論家。愛知県名古屋市出身。批評集団「迷宮」の主要メンバーであり、MGMの創設者。本名は松田 茂樹（まつだ しげき）。愛称は「あにじゅん」。

## 経歴
1950年8月31日、愛知県名古屋市昭和区で誕生。
1969年4月、京都大学（文学部仏文科）入学。京都市左京区一乗寺に下宿する。1971年、月刊誌『COM』（虫プロ商事）8月号の読者投稿欄に「亜庭じゅん」のペンネームで長文のCOM批判を投稿し掲載される。
1972年、ぐら・こん関西支部長であった中島隆の紹介により、京都工芸繊維大学の学生だった高宮成河と出会い、意気投合。1973年には『COM』から分派した創作漫画同人誌『空飛ぶまんが―あっぷる・こあ』（あっぷる新社刊。代表は中島隆。誌名は高宮の発案）第2〜4号に漫画状況論「薄明の現在」を高宮と共同執筆する。
1973年5月、サークル「構雄会」から、高宮と共に青焼きコピーの評論誌『まんがジャーナル』（2号から『漫画ジャーナル』に改名）を創刊。
1974年4月、東宝株式会社に就職するため上京。同年7月に開催された第3回「日本漫画大会」および合宿に初参加する。その後、高宮成河の紹介で萩尾望都のファン活動を行っていた原田央男らの「コミック・プランニング・サービス」（CPS）と合流し、両サークルを発展解消する形で、まんが批評集団「迷宮'75」を発足する。迷宮では「まんが世代を自任するまんがファンが何であり、また何をなしうるのか」を運動理論として取りまとめたマニフェスト「マニア運動体論」を構築すると共に、迷宮発行の機関誌『漫画新批評大系』の主筆・編集人を務めた。1975年12月21日には、迷宮の運動理論を実践する場として米沢嘉博らと共に日本初となる同人誌即売会「コミックマーケット」を開始する。
その後、「コミックマーケット」の拡大と共に距離を置くようになり、1980年には創作漫画専門の同人誌即売会「まんが・ミニ・マーケット」を「コミックマーケット」の補完を目的として開催する。1981年にこれを「MGM」（まんが ギャラリー&マーケット）と改称。規模の拡大に足をとられることを拒否し、単純に市場であることよりも同人誌がやりとりされる「場」としてのありかたを「迷宮」の名のもとに模索しつつ開催を続け、即売会と同人誌のメディアとしての可能性とコミュニケーションの方法を様々な試みで模索し続けた。そして1983年7月を最後に、亜庭は評論から離れ、漫画創作やMGM開催に注力することとなった。
「MGM」の模倣から始まった「COMITIA」が拡大していく一方、「MGM」は縮小の道を辿り、生前最後に開催されたMGM97（2007年）では参加サークルも30～40と小規模化していた。最後まで、自前のホームページやチラシを作ることはなく、「COMITIA」の代表者であった中村公彦に「MGMを終わらせたいんじゃないんですか？」と問われた際は「終わらせ方が判らないんだよ」と答えている。
2008年には朝日新聞出版が復刊した石ノ森章太郎の『竜神沼』にAJ名義で25年ぶりに解説を執筆。これが評論の最後の仕事となった。2011年1月21日、肝臓癌で死去。同年暮れには30年ぶりの『漫画新批評大系』Vol.16として亜庭の遺稿集『亜庭じゅん大全』が迷宮'11より刊行された。亜庭が世を去ってからのMGM（98回目）は、死去後1年目の翌日となる2012年1月22日に開催され、100回目をもって終了となりその後はイベントそのものを「MGM2」と改称の上で新体制の現在に引き継がれている。

## 人物・趣味
趣味は漫画創作、ゲーム、読書、音楽鑑賞。特に少女漫画に深い愛着を持っていた。少女漫画への感性は、妹が購読していた少女漫画誌を夢中で読みふけった経験によって培われたという。最も好きな漫画家は樹村みのりであり、短編『病気の日』を好んだ。
就職先の東宝では事業部に配属され、後に子会社の東宝ステラに出向。試写室で映画を観賞しながら、劇場用パンフレットの作成業務に従事した。時間にルーズで遅刻や欠勤が常態だったが、最終的に定年まで勤め上げた。原田央男は、亜庭を「迷宮に運動体としての輪郭を与えた理論的指導者」と評する一方で「ものぐさで無愛想、シャイな性格であった」とも述べている。
服装や外見には無頓着で、その風貌は高宮成河から「正体不明のホームレスファッション」と称された。また、寝転がる姿を目にした「チャンネルゼロ工房」の峯正澄からは「ゾウアザラシ」とあだ名されたこともある。
音楽はクラシックを愛好した。音楽評論家の五味康祐を師と仰ぎ、指揮者のヴィルヘルム・フルトヴェングラーを敬愛したという。オーディオ機器やレコード収集にも情熱を注ぎ、自室は本とレコードで埋め尽くされていた。
関西時代の同人仲間からは「亜庭じゅんの文章は、ややペダンチックでレトリックな雰囲気をもつが、雑談時の内容は諧謔性に溢れたアイロニカルなものだった」と評されている。また笑い上戸（ゲラ）であり、高宮成河は迷宮集会の様子を「いつも少し笑いを含んだ明るい声で喋った。そして屈託なく笑った。人と話す事が好きで、仲間と話していて徹夜になることも多かったが、明け方、一人また一人と沈没していくなかで、いつも最後まで喋っていたのが亜庭じゅんだった。」と回顧している。

## 書籍
- 高宮成河／原田央男編『亜庭じゅん大全―A LONG LONG STORY』（迷宮'11『漫画新批評大系』Vol.16、2011年、自費出版）